# Rosa Klöser
Rosa Maria Klöser (* 24. Juni 1996 in Geilenkirchen) ist eine deutsche Radrennfahrerin, die auf der Straße und im Gravel aktiv ist.

## Sportliche Laufbahn
Zum Radsport kam Klöser erst im Alter von 24 Jahren während der COVID-19-Pandemie. 2021 begann sie mit Wettkämpfen im E-Cycling, 2022 mit den ersten Straßenradrennen. Zum Gravelrennen kam sie, nachdem sie in einer Fahrradwerkstatt zufällig mit dem niederländischen Gravel-Profi Piotr Havik in Kontakt kam und dieser sie nach einer gemeinsamen Tour in dieser Richtung motivierte.
2023 kam Klöser in ihrer ersten Gravel-Saison dreimal auf das Podium von Rennen der UCI Gravel World Series. 2024 gewann sie das prestigeträchtige Unbound Gravel in den Vereinigten Staaten. Dazu kamen weitere Podiumsplatzierungen in der World Series sowie der fünfte Platz bei den Gravel-Europameisterschaften. Bei den Deutsche Straßen-Radmeisterschaften belegte sie als beste Privatfahrerin den neunten Platz im Straßenrennen. 
Zur Saison 2025 wurde Klöser Mitglied im deutschen UCI Women’s WorldTeam Canyon SRAM zondacrypto. Ihr Schwerpunkt liegt 2025 unverändert im Gravel, wo sie weiter als Privatfahrerin starten wird. Parallel dazu beabsichtigt sie vermehrt Straßenrennen zu fahren, um vom professionellen Umfeld und der Erfahrung ihrer Teamkolleginnen zu profitieren und ihre Grenzen auszuloten.

## Erfolge
2024
- Unbound Gravel 200